# Ilaria Occhini
Ilaria Ochini (n. 28 martie 1934, Florența, Regatul Italiei – d. 20 iulie 2019, Roma, Italia) a fost o actriță  italiană. A avut în palmares 30 de filme de la debutul său, din 1954. A fost fiica scriitorului Barna Occhini. A făcut teatru, film și televiziune și este celebră pentru cariera sa în film. 
În pelicula Mar Nero, realizată în anul 2010 de către italianul Federico Bondi, care abordează problema emigranților români ajunși în Italia, românca Dorotheea Petre semnează, alături de ea, rolul titular.

## Filmografie
- 1957 Medicul și vraciul (Il medico e lo stregone), regia Mario Monicelli, rol: Rosina
- 1960 Cartagina în flăcări (Cartagine in fiamme), regia Carmine Gallone, rol: Ophir
- 1962 Damon și Pythia
- 1973 Doi oameni în oraș (Deux hommes dans la ville), regia José Giovanni
- 1995 The man who laughs
- 2005 Profesoara detectiv
- 2008 Marea Neagră (Mar Nero), regia Federico Bondi, rol: Gemma